# Bruno Rimmelspacher
Bruno Rimmelspacher (* 11. Oktober 1938 in Forchheim/Baden) ist ein deutscher Jurist, Hochschullehrer und Zivilrechtler.

## Leben
Bruno Rimmelspacher studierte ab 1957 Rechtswissenschaften in Heidelberg, München und Hamburg. Die juristischen Staatsexamina legte er 1961 und 1966 ab. Seine Dissertation (1964) und Habilitation (1969) bei Wolfram Henckel an der Universität Göttingen behandelten Themen des Zivilprozessrechts. 1969 erhielt er einen Ruf auf eine ordentliche Professur an der Universität Bielefeld. Im Jahr 1973 wechselte er auf einen Lehrstuhl für Zivilprozeßrecht, Bürgerliches Recht und Freiwillige Gerichtsbarkeit an die Ludwig-Maximilians-Universität München. 2006 wurde er emeritiert.
Anfang der 1970er Jahre war Rimmelspacher Prorektor der Universität Bielefeld und von 1971 bis 1973 auch Richter am Oberlandesgericht Hamm.
Rimmelspachers Schriften befassen sich mit Themen des Zivilrechts, insbesondere des Zivilprozessrechts. Im Vorfeld der Gesetzesreform des Zivilprozesses im Jahr 2001
führte er im Auftrag des Bundesjustizministeriums eine rechtstatsächliche Untersuchung zur Funktion und Ausgestaltung des Berufungsverfahrens im Zivilprozess durch. Zusammen mit Burkhard Hess und Fabian Reuschle gab Rimmelspacher 2008 den Kölner Kommentar zum Kapitalanleger-Musterverfahrensgesetz heraus.
Laut SPIEGEL wurde Rimmelspacher in der universitären Lehre „geschätzt wegen seiner guten Examensvorbereitung“.
Der seit 2006 entpflichtete Professor gehört dem Aufsichtsrat der Stromversorgung Ismaning GmbH an. Er ist Mitglied der Sozialdemokratischen Partei Deutschlands (SPD), für die er über Jahrzehnte in Ismaning kommunalpolitisch im Gemeinderat tätig war, zeitweise als Fraktionssprecher seiner Partei und stellvertretendem Bürgermeister.

## Schriften (Auswahl)
Selbstständige Werke:
- Zur Prüfung von Amts wegen im Zivilprozess. Dissertation. 1966.
- Materiellrechtlicher Anspruch und Streitgegenstandsprobleme im Zivilprozess. Habilitationsschrift. 1970.
- Kreditsicherungsrecht. 1980.
- Rechtstatsächliche Untersuchung zur Funktion und Ausgestaltung des Berufungsverfahrens im Zivilprozess. Studie im Auftrag des Bundesjustizministeriums (Februar 2000), Bundesanzeiger, ISBN 3-88784-999-X. (Online-Ausgabe, gesmat Bundesgerichtshof)
- mit Burkhard Hess und Fabian Reuschle: Kölner Kommentar zum KapMuG. Köln 2008, ISBN 978-3-452-26186-1.

Beiträge in Sammelwerken:
- Anmerkung zu BGH, Urteil vom 8. Dezember 1992 - XI ZR 44/92. In: WuB. I F 3. - 2.93, S. 471–473.[7]
- Die Berufungsgründe im reformierten Zivilprozess. In: NJW. 2002, S. 1897–1905.
- Zugangsvoraussetzungen zum Rechtsmittelgericht. In: Festschrift für Ekkehard Schumann zum 70. Geburtstag. herausgegeben von Peter Gottwald und Herbert Roth
- Verfahrensübergreifendes und Rechtsvergleichendes zu einem Rechtsmittelerfordernis: "Beschwer, succombance, dissatisfaction". In: Thomas Rauscher und Heinz-Peter Mansel (Hrsg.): Festschrift für Werner Lorenz zum 80. Geburtstag. 2001, ISBN 3-935808-02-X.
- Die Beteiligten im Musterverfahren des KapMuG. In: Festschrift für Claus-Wilhelm Canaris zum 70. Geburtstag.
- Beitrag in der Festschrift für Dieter Leipold zum 70. Geburtstag, ISBN 978-3-16-149914-2.[8]
- Bruno Rimmelspacher: Lent, Friedrich. In: Neue Deutsche Biographie (NDB). Band 14, Duncker & Humblot, Berlin 1985, ISBN 3-428-00195-8, S. 218 (Digitalisat).
- Bruno Rimmelspacher: Rosenberg, Leo. In: Neue Deutsche Biographie (NDB). Band 22, Duncker & Humblot, Berlin 2005, ISBN 3-428-11203-2, S. 64 (Digitalisat).